# Acalypha anemioides
Acalypha anemioides é uma espécie de flor do gênero Acalypha, pertencente à família Euphorbiaceae.